# Smittina rosacea
Smittina rosacea är en mossdjursart som beskrevs av Powell 1967. Smittina rosacea ingår i släktet Smittina och familjen Smittinidae. Inga underarter finns listade i Catalogue of Life.